# El año que viene en Jerusalén
L'Shana Haba'ah B'Yerushalayim (hebreo: לשנה הבאה בירושלים), traducido del hebreo literalmente como "El año que viene en Jerusalén" es una frase judía que se suele decir, generalmente de forma cantada, al finalizar cualquier festividad judía, desde Yom Kippur o Pesaj, hasta casamientos y Bar Mitzvot. Esta frase evoca el deseo del pueblo judío de regresar a Jerusalén luego de la exilio de los judíos de Eretz Israel. Esta costumbre viene de los judíos askenazíes, aunque actualmente fue adaptada por algunos sectores de las comunidades sefaradíes y mizrajíes.